# Oberwarlins
Oberwarlins ist ein Gemeindeteil der Gemeinde Böhen im schwäbischen Landkreis Unterallgäu.
Das Dorf liegt circa zwei Kilometer südöstlich von Böhen. Bei Oberwarlins liegt der höchste Geländepunkt des Landkreises Unterallgäu (849 m NHN). Rund 400 m südöstlich des Ortes treffen die Landkreise Oberallgäu, Ostallgäu und Unterallgäu zusammen.

## Baudenkmäler
- Katholische Kapelle St. Joseph